# Ambundu
Els mbundu septentrionals o ambundu (distint de mbundu meridional o ovimbundu) són un poble bantu que viu al nord-oest d'Angola, al nord del riu Cuanza. Els ambundu parlen kimbundu, i la majoria també parlen la llengua oficial del país, el portuguès. Són el segon grup ètnic més gran del país, amb 4-6 milions de persones en l'últim recompte. Els ambundu actualment viuen a la regió que s'estén a l'est de la capital Luanda (vegeu el mapa). Són predominants a les províncies de Bengo i Malanje i a parts de les veïnes Kwanza-Nord i Kwanza-Sud. El cap del principal regne Mbundu era anomenat Ngola, que és l'origen del nom del país, Angola.

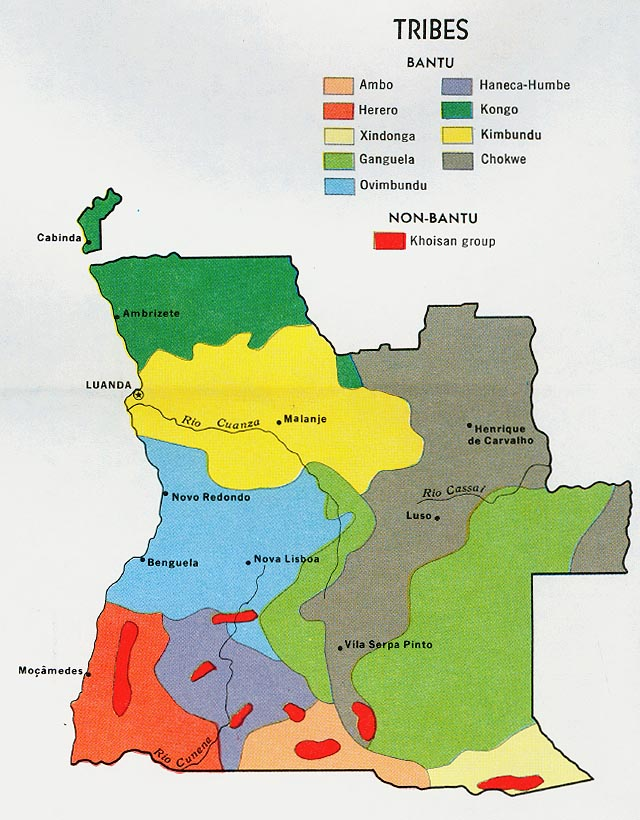
Mapa ètnic d'Angola (l'àrea ambundu de color groc)

## Història precolonial
El mbundu són un dels pobles bantu. Havien anat arribant a la regió d'Angola des de principis de l'edat mitjana, però la major part de la immigració es van dur a terme entre el segle xiii i el XVI El kimbundu és un llengua bantu occidental, i es creu que els mbundu hi van arribar des d'Àfrica del Nord en comptes des d'Àfrica oriental.
Els pobles bantu hi van portar l'agricultura. Van construir llogarets permanents, i comerciaren amb els indígenes pigmeus i khoisans.
La societat mbundu consistia en comunitats locals fins al segle xiv. La seva societat ha estat sempre matrilineal. La terra s'hereta per línia materna, i el sistema de successió era també matrilineal. Els nois solen anar a viure als pobles dels seus oncles materns, per tal de preservar un nucli matrilineal al poble. Teòricament, el llinatge es projecta sobre l'estatus, en lloc dels individus, el que va dotar al sistema de certa flexibilitat. Aquesta característica no es troba amb els pobles veïns, com els ovimbundu al sud, i el bakongo al nord.

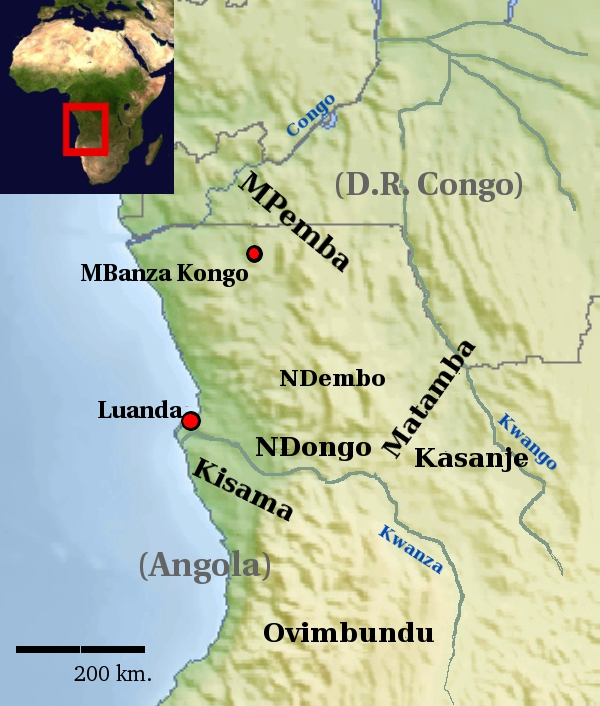

El nom mbundu fou usat per primera vegada pels bakongo, abans de la seva adopció pels mateixos Mbundu. El primer rei del Congo va ocupar part dels territoris mbundu des de 1370, i els va convertir en la seva província Mpemba. Va fer de Mbanza Kongo la seva capital allí. Més tard en el regne Mbundu de Matamba es va convertir en vassall del Congo. Al voltant de l'any 1500 el Congo també tenia drets sobre Ndongo i Kisama, a prop del riu Cuanza.
El Congo, que havia estat en contacte amb l'Imperi Portuguès des de 1482, va dur a terme un monopoli comercial amb aquest país. Quan un líder Ndongo o ngola va tractar de trencar aquest monopoli va provocar una guerra en la que els bakongo van ser derrotats en 1556. Ndongo esdevingué independent i directament enfrontat al colonialisme de Portuga. Es va aliar amb el regne de Matamba contra el país en 1590, però va ser derrotat en 1614. Ara, el propi Ndongo es va convertir en objectiu del tràfic d'esclaus, i la seva població va fugir en gran nombre als estats veïns.
NZinga MBandi era la germana del ngola de NDongo. Sense passar pel Ngola regnant, va negociar un tractat de pau amb els portuguesos. El tractat va donar comerç substancial i avantatges religioses a Portugal, però lliuraren a Nzinga el tron a Ndongo. Després de cinc anys, va haver de fugir de les tropes portugueses a Matamba. Ella es va convertir en reina de Matamba, un regne dirigit tradicionalment per dones, i el va convertir en l'estat més poderós de la regió, i un gran exportador d'esclaus. Matamba, i la veïna Kasanje, tenien monopoli en el comerç d'esclaus, i va començar a enfonsar-se al segle xix, quan aquest comerç va perdre importància. El sorgiment d'un nou comerç d'ivori, cautxú i cera, que evitava els antics monopolis, va reduir el poder de l'autoritat central en els estats Mbundu en aquest segle.
Els portuguesos havien derrotat Matamba el 1836, i havien avançat a Kasanje a mitjans de segle. La seva influència real, però, era bastant limitada a causa de la falta de gent, diners, i d'un exèrcit eficient. Els mbundu va tenir oportunitats per la revolta o negociar les llibertats. Això va canviar a finals del segle xix. Els països europeus es van veure obligats, per consideracions econòmiques, estratègiques, i nacionalistes, a un control més estricte sobre els territoris africans. Per protegir els seus interessos, els portuguesos va enviar una sèrie d'expedicions militars a les zones, que consideraven que les seves colònies, i les va portar sota control actual. L'última tribu Mbundu en ser derrotada van ser els NDembo. Als portuguesos els va caldre tres anys per sotmetre una revolta NDembo el 1910. El 1917 la totalitat del seu territori havia estat ocupat, i es va convertir en part de la colònia portuguesa d'Angola.

## Curiositats
L'actor estatunidenc Chris Tucker va descobrir en el programa de televisió de la Public Broadcasting Service African American Lives, que el seu ADN genealògic indica que els seus avantpassats són del grup ètnic ambundu. Isaiah Washington, un altre actor estatunidenc, té una relació genealògica d'ADN amb els ambundu a través de la seva línia paterna. 